# قمری نواری
قمری نواری (نام علمی: Geopelia maugeus)، یک قمری کوچک است که بومی جزایر سوندا کوچک در اندونزی است. ارتباط نزدیکی با قمری گورخری جنوب شرق آسیا و قمری آشتی‌جو استرالیا و گینه نو دارد.
این گونه در بوته‌ها، زمین‌های زیرکشت و حاشیه‌های جنگلی در نواحی پست زندگی می‌کند. قمری نواری در سومباوا، فلورس، سومبا، تیمور، جزایر تانیبار، جزایر کی و دیگر جزایر کوچک‌تر یافت می‌شود.
قمری نواری از نظر ظاهری شبیه به قمری گورخری است، اما دارای پوست زرد برهنه در پیرامون چشم و نوار سیاه و سفید است که درست در سراسر سینه و شکم امتداد می‌یابد.